# Yoasobi
Yoasobi (estilizado como YOASOBI) é uma dupla musical japonesa formada em 2019 pela Sony Music Entertainment Japan, composta por Ayase, produtor e compositor de músicas Vocaloid (software de síntese de voz) e por Lilas Ikuta (conhecida como Ikura), cantora e compositora. O grupo lançou músicas baseadas em contos postados no site Monogatary.com.
A dupla estreou com o single "Yoru ni Kakeru" em dezembro de 2019. Tornou-se um sucesso nas paradas musicais no Japão, mantendo-se no topo por três semanas consecutivas, além de entrar Billboard Japan Hot 100, no final de 2020. Seu primeiro EP, The Book, foi lançado em janeiro de 2021 e alcançou a segunda posição na Oricon Albums Chart e na Billboard Japan Hot Albums.

## Nome
O nome "Yoasobi" origina-se da palavra japonesa 夜遊 び, que significa "vida noturna". Segudo Ayase, o produtor da dupla, a ideia por trás do nome é que enquanto suas carreiras individuais aconteceriam durante o dia, a carreira em Yoasobi se daria durante a noite. O lema da dupla é “Uma unidade que transforma um romance em música” (「小説を音楽にするユニット」, Shōsetsu o ongaku ni suru yunitto).

## História

### 2019-2021: Formação, "Yoru ni Kakeru" eThe Book
Antes da formação da dupla, ambos os membros do Yoasobi tinha carreiras musicais ativas. Em 24 de dezembro de 2018, Ayase fez seu primeiro upload no site de hospedagem de vídeos Niconico, uma música intitulada "Sentensei Assault Girl" (先天性アサルトガール, Sentensei Asaruto Gāru) e desde então foi ganhando seguidores. Em 23 de novembro de 2019, ele lançou o EP Ghost City Tokyo (幽霊東京, Yūrei Tōkyō), que alcançou o terceiro lugar no ranking de músicas de anime do iTunes. Ikura já havia lançado dois EPs: Rerise (2017) e Jukebox (2019).
O primeiro single lançado pela dupla foi "Yoru ni Kakeru", baseado no conto de Mayo Hoshino, Thanatos no Yūwaku, hospedado no site Monogatary.com. O videoclipe foi lançado primeiro, em 16 de novembro de 2019 no Youtube, onde alcançou 10 milhões de visualizações em cinco meses, além de ser popular no TikTok. Posteriormente, foi lançado como um single em 15 de dezembro de 2019, onde liderou as paradas de sucessos no Spotify e no Line Music. Mais de cinco meses após seu lançamento, a música ficou no topo da Billboard Japan Hot 100 por três semanas consecutivas e passou seis semanas no topo das paradas. A canção terminou 2020 como no topo do ranking Japão Hot 100, tornando-se o primeiro single não lançado em CD a chegar ao topo das paradas de fim de ano, e certificado de platina dupla para lançamento digital e diamante para streaming (500 milhões de streams) pela Recording Industry Association of Japan (RIAJ), tornando-se a primeira música com certificado de diamante para streaming na história da RIAJ.
Após o single de estreia, Yoasobi lançou seu segundo single, "Ano Yume o Nazotte" em 18 de janeiro de 2020, baseado em Yume no Shizuku to Hoshi no Hana, por Sōta Ishiki. Em 20 de abril, a dupla lançou o teaser de seu terceiro single, "Halzion", baseado em Soredemo, Happy End de Shunki Hashizume. "Halzion" marcou a primeira vez que Yoasobi colaborou com um escritor profissional, enquanto os dois primeiros eram escritores amadores. A música foi lançada em 11 de maio como um projeto promocional da Suntory para anunciar sua nova bebida energética chamada Zone. Na segunda metade do ano, eles lançaram seu quarto single, "Tabun", em 20 de julho. A música foi baseada no conto de mesmo nome de Shinano. Seu quinto single, "Gunjō", foi lançado em 1º de setembro. A música foi realizada em colaboração com o mangá Blue Period para a propaganda da Bourbon's Alfort Mini Chocolate e foi baseado no texto de história do anúncio de televisão de Alfort, Ao o Mikata ni. Em 18 de dezembro, a dupla lançou seu sexto single, "Haruka", baseado no romance de Osamu Suzuki, Tsuki Ōji.
Em 31 de dezembro de 2020, véspera de Ano Novo, Yoasobi concluiu o ano na 71ª NHK Kōhaku Uta Gassen, com a música "Yoru ni Kakeru", onde realizaram sua estreia ao vivo após um ano de lançamento do single. A dupla lançou seu primeiro EP e primeiro lançamento físico de The Book, em 6 de janeiro de 2021, consistindo em seus seis singles lançados anteriormente em 2019-2020, e três novas canções: "Encore" como um single promocional, "Epilogue" como uma introdução, e "Prologue" como música final. O EP estreou em segundo lugar na Oricon Albums Chart e Billboard Japan Hot Albums, e no topo da Oricon Digital Albums Chart por cinco semanas consecutivas. O álbum recebeu uma certificação de ouro para lançamento físico pela RIAJ, vendendo mais de 100.000 cópias. Todas as faixas do EP, exceto a primeira e a última, também receberam disco de platina ou superior para streaming pela RIAJ.

### 2021-presente:The Book 2eE-Side

"Kaibutsu" e "Yasashii Suisei" aparecem como tema de abertura e encerramento da 2ª temporada de Beastars

Yoasobi lançou seu sétimo single, "Kaibutsu", no mesmo dia do lançamento do EP The Book. A canção foi apresentada como tema de abertura da segunda temporada da série de anime Beastars. Em 20 de janeiro, a dupla abriu seu site de fã-clube Club Yoasobi (CLUB 夜遊), e lançou a música tema de encerramento do anime Beastars e o oitavo single da dupla, "Yasashii Suisei". Seu primeiro show, Keep Out Theatre, foi realizado em 14 de fevereiro, para uma audiência online de 40.000 pessoas. Mais tarde, "Kaibutsu" e "Yasashii Suisei" foram lançados juntos como um CD duplo em 24 de março, alcançando o segundo lugar no Oricon Singles Chart, e Billboard Japan Top Singles Sales, vendendo mais de 27.000 cópias na primeira semana.
No dia 10 de maio, a dupla lançou o nono single do programa matinal Mezamashi TV da Fuji TV, intitulado "Mō Sukoshi Dake". A música foi baseada na novela Meguru, vencedora do Yoasobi Contest Vol. 3 with Mezamashi TV. "Sangenshoku", foi o décimo single lançado e produzido para o anúncio da Ahamo do serviço de telefonia da NTT Docomo. A música foi baseada na novela RGB, do roteirista Yūichirō Komikado. No dia 2 de julho, foram lançadas as músicas "Into the Night", versão inglesa de "Yoru ni Kakeru" e a música "Encore". A versão em inglês de "Sangenshoku", intitulada "RGB" foi lançada no dia 16 de julho e "Kaibutsu", intitulada "Monster" em 30 de julho. No dia 9 de agosto, a dupla lançou o décimo primeiro single em colaboração com o programa de rádio Tokyo FM, pertencente do Japan Post Service, Sunday's Post. O programa de rádio lançou o projeto "レターソングプロジェクト" (Letter Song Project), no qual o Yoasobi criaria uma música a partir de uma carta de um ouvinte. A carta escolhida for de Hatsune, estudante da sexta série, e a música foi intitulada "Loveletter". O décimo segundo single, "Taishō Roman", foi lançado em 15 de setembro, baseado na novela de Natsumi, que ganhou o Yoasobi Contest Vol. 2.
No dia 25 de outubro, Yoasobi lançou o décimo terceiro single, intitulado "Tsubame", apresentando um grupo especial de 5 alunos do ensino fundamental chamado Midories, para a nova série de programa infantil da NHK, Hirogare! Irotoridori. A versão em inglês de "Gunjō", intitulada "Blue" foi lançada no dia 29 de outubro. A dupla lançou seu primeiro EP em inglês, E-Side, em 12 de novembro, consistindo em quatro canções em inglês lançadas anteriormente e quatro novas faixas, "Hav not", "Comet", "Encore" e "Tracing a Dream ".

## Outras atividades
No dia 14 de junho de 2021, Yoasobi anunciou a colaboração com a marca de camisetas UT da Uniqlo. A estampa das camisetas foi inspirado nas músicas de Yoasobi. A dupla e a marca também realizaram e abriram o show online gratuito da Uniqlo City Tokyo, intitulado Sing Your World através do canal oficial da dupla no YouTube, em 4 de julho, com uma audiência de 280.000 visualizações. Em 24 de setembro, a dupla foi escolhida para ser mascote do 59º Prêmio Sendenkaigi, prêmio publicitário concedido pela Sendenkaigi.

## Membros
- Ayase – produtor (letra, composição, arranjo, sintetizador, teclado, sampler, manipulador)
- Ikura – vocais

## Discografia

### Extended plays(EPs)
| Álbum    | Detalhes | Melhores posições | Melhores posições | Melhores posições | Vendas      | Certificações |
| Álbum    | Detalhes | JPN               | JPN Comb.         | JPN Hot           | Vendas      | Certificações |
| -------- | --- | ----------------- | ----------------- | ----------------- | ----------- | ------------- |
| The Book | - Lançamento: 6 de janeiro de 2021 - Formatos: CD, download digital, streaming - Gravadora: Sony Music Japan | 2                 | 2                 | 2                 | - : 220.000 | - RIAJ: Ouro  |
| E-Side   | - Lançamento: 12 de novembro de 2021 - Formatos: download digital, streaming - Gravadora: Sony Music Japan   | —                 | 19                | 9                 | - : 5.200   |               |

### Singles
| Canção                                                                          | Ano  | Melhores posições | Melhores posições | Melhores posições | Melhores posições | Melhores posições | Certificações                                | Álbum      |
| Canção                                                                          | Ano  | JPN               | JPN Comb.         | JPN Hot           | US World          | WW                | Certificações                                | Álbum      |
| ------------------------------------------------------------------------------- | ---- | ----------------- | ----------------- | ----------------- | ----------------- | ----------------- | -------------------------------------------- | ---------- |
| "Yoru ni Kakeru" (夜に駆ける)                                                   | 2019 | —                 | 1                 | 1                 | 24                | 16                | - RIAJ: - 2× Platinum (dig.) - Diamond (st.) | The Book   |
| "Ano Yume o Nazotte" (あの夢をなぞって)                                         | 2020 | —                 | 29                | 32                | —                 | —                 | - RIAJ: Platinum (st.)                       | The Book   |
| "Halzion" (ハルジオン)                                                          | 2020 | —                 | 7                 | 10                | —                 | —                 | - RIAJ: - Gold (dig.) - Platinum (st.)       | The Book   |
| "Tabun" (たぶん)                                                                | 2020 | —                 | 11                | 15                | —                 | —                 | - RIAJ: Platinum (st.)                       | The Book   |
| "Gunjō" (群青)                                                                  | 2020 | —                 | 10                | 6                 | 14                | 44                | - RIAJ: - Gold (dig.) - Platinum (st.)       | The Book   |
| "Haruka" (ハルカ)                                                               | 2020 | —                 | 18                | 17                | —                 | —                 | - RIAJ: Platinum (st.)                       | The Book   |
| "Kaibutsu" (怪物)                                                               | 2021 | 2                 | 2                 | 2                 | 12                | 87                | - RIAJ: - Gold (dig.) - Platinum (st.)       | The Book 2 |
| "Yasashii Suisei" (優しい彗星)                                                  | 2021 | 2                 | 2                 | 14                | —                 | —                 | - RIAJ: Gold (st.)                           | The Book 2 |
| "Mō Sukoshi Dake" (もう少しだけ)                                                | 2021 | —                 | 4                 | 4                 | —                 | 103               | - RIAJ: Gold (st.)                           | The Book 2 |
| "Sangenshoku" (三原色)                                                          | 2021 | —                 | 3                 | 4                 | —                 | 31                | - RIAJ: - Gold (dig.) - Gold (st.)           | The Book 2 |
| "Loveletter" (ラブレター)                                                       | 2021 | —                 | 3                 | 4                 | —                 | —                 |                                              | The Book 2 |
| "Taishō Roman" (大正浪漫)                                                       | 2021 | —                 | 5                 | 2                 | —                 | 105               |                                              | The Book 2 |
| "Tsubame" (ツバメ) - feat. Midories                                             | 2021 | —                 | 29                | 19                | —                 | —                 |                                              | The Book 2 |
| "—" denota singles que não entraram nas paradas ou não foram lançados no local. |      |                   |                   |                   |                   |                   |                                              |            |